# Curiosità

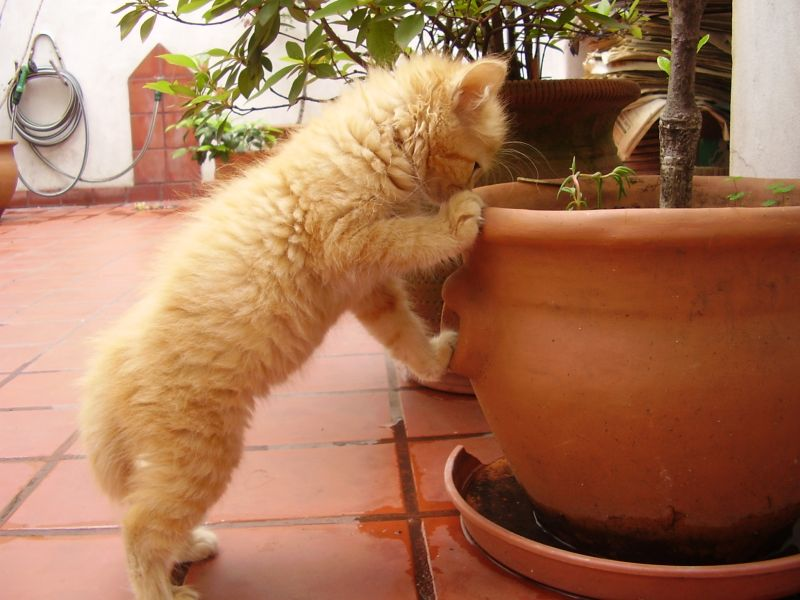
Un gatto curioso.

La curiosità è un comportamento che genera esplorazione, ricerca e apprendimento, caratterizzato dal desiderio di acquisire conoscenza su cose nuove o sconosciute.
La curiosità è un comportamento naturale e istintivo, di natura abituale o episodica, caratteristico dell'uomo ma diffuso anche in alcune specie animali, atto a soddisfare un desiderio inquisitivo circa la natura di un oggetto o di un fenomeno, a qualsiasi genere esso appartenga. È un aspetto emozionale che, riguardando l'esplorazione, l'investigazione e l'apprendimento, descrive un numero non ben conosciuto ed identificato di meccanismi e comportamenti psicologici che hanno come fine il placare l'impulso degli esseri viventi a trarre informazioni ed interagire con l'ambiente.
Considerato un comportamento positivo sia nella scienza che nell'intelligenza e nella filosofia, rappresenta un istinto che guida alla scoperta di nuove informazioni, il carburante della scienza fondamentale e delle discipline dello studio dell'uomo. Da qui deriva la motivazione a compiere determinate azioni, atti o comportamenti, tesi al soddisfacimento di tale desiderio di conoscenza. Senza curiosità, è difficile immaginare che possano esistere la creatività o l'invenzione.

## Cause
La curiosità può essere vista come una qualità innata di molte specie diverse. È comune agli esseri umani a tutte le età dall'infanzia fino all'età adulta, ed è facile da osservare in molte altre specie animali; questi includono scimmie, gatti e roditori. Le prime definizioni citano la curiosità come un desiderio motivato di informazioni. Si dice che questo desiderio motivazionale derivi da una passione o un appetito per la conoscenza, l'informazione e la comprensione.
Queste idee tradizionali di curiosità si sono nel tempo ampliate per guardare alla differenza tra la curiosità percettiva come il comportamento esplorativo innato che è presente in tutti gli animali e la curiosità epistemica come il desiderio di conoscenza che è specificamente attribuito agli esseri umani.
Daniel Berlyne ha riconosciuto tre variabili principali che giocano un ruolo nell'evocare curiosità; variabili psicofisiche, variabili ecologiche e variabili collaborative. Le variabili psicofisiche corrispondono all'intensità fisica, mentre le variabili ecologiche al significato motivazionale e alla rilevanza del compito. Le variabili collative sono dette “collative” perché implicano un confronto tra diversi stimoli o caratteristiche, che possono essere effettivamente percepiti o che possono essere richiamati dalla memoria. Berlyne ha menzionato quattro variabili collaborative; novità, complessità, incertezza e conflitto. Allo stesso tempo ha suggerito che tutte le variabili collaborative implicano probabilmente un conflitto. Inoltre, ha considerato tre variabili supplementari alla novità, vale a dire il cambiamento, la sorpresa e l'incongruenza. Infine, la curiosità può essere suscitata non solo dalla percezione di alcuni stimoli associati alle suddette variabili ("esplorazione specifica"), ma anche da una mancanza di stimoli, ossia per "noia" ("esplorazione diversificata").

## Comportamento guidato dalla curiosità
Il comportamento guidato dalla curiosità è spesso definito come il comportamento attraverso il quale si acquisisce la conoscenza e dovrebbe quindi comprendere tutti i comportamenti che forniscono l'accesso o aumentano le informazioni sensoriali. Berlyne ha diviso il comportamento guidato dalla curiosità in tre categorie; risposte di orientamento, esplorazione locomotoria e risposte investigative (o manipolazione investigativa). In precedenza, Berlyne aveva già suggerito che la curiosità include anche attività verbali, come porre domande, e attività simboliche, costituite da processi mentali alimentati internamente come il pensiero ("esplorazione epistemica").

## Teorie

### Teoria della pulsione di curiosità
I sottoinsiemi della teoria della pulsione di curiosità differiscono a seconda che la curiosità sia una pulsione primaria o secondaria e se questa pulsione di curiosità è originata dal proprio bisogno di dare un senso e regolare il proprio ambiente o se è causata da uno stimolo esterno. Le cause possono variare dai bisogni primari che devono essere soddisfatti (ad esempio fame, sete) ai bisogni in situazioni indotte dalla paura. Ognuna di queste teorie di sottoinsiemi afferma che se il bisogno è primario o secondario, la curiosità si sviluppa da esperienze che creano una sensazione di incertezza o percepita spiacevolezza. La curiosità funge quindi da mezzo per dissipare questa incertezza. Esibendo comportamenti curiosi ed esplorativi, si è in grado di acquisire conoscenza di ciò che non è familiare e quindi ridurre lo stato di incertezza o spiacevolezza. Questa teoria, tuttavia, non affronta l'idea che la curiosità possa spesso manifestarsi anche in assenza di situazioni nuove o sconosciute. Questo tipo di comportamento esplorativo è comune in molte specie.

### Teoria dell'arousal ottimale
La teoria dell'arousal ottimale (o eccitazione ottimale) si è sviluppata dalla necessità di spiegare il desiderio di alcuni di cercare opportunità per impegnarsi in comportamenti esplorativi senza la presenza di situazioni incerte o ambigue. La teoria dell'arousal ottimale tenta di spiegare questo aspetto della curiosità suggerendo che si può essere motivati a mantenere un piacevole senso di eccitazione attraverso questi comportamenti esplorativi.
Il concetto di arousal ottimale della curiosità suggerisce che c'è una tendenza a mantenere un livello ottimale di eccitazione. Quando si incontra uno stimolo associato a complessità, incertezza, conflitto o novità, questo aumenterà l'eccitazione e il comportamento esplorativo viene impiegato per conoscere quello stimolo e quindi ridurre nuovamente l'eccitazione. Al contrario, se l'ambiente è noioso e privo di eccitazione, essa è ridotta e il comportamento esplorativo sarà attivato al fine di aumentare l'input di informazioni e la stimolazione, aumentando così nuovamente l'eccitazione. Questa teoria affronta sia la curiosità suscitata da situazioni incerte o non familiari sia la curiosità suscitata in assenza di tali situazioni.

### Teoria della coerenza cognitiva
Le teorie della coerenza cognitiva presuppongono che "quando due o più strutture cognitive attive contemporaneamente sono logicamente incoerenti, l'eccitazione aumenta, il che attiva processi con la prevista conseguenza di aumentare la coerenza e diminuire l'eccitazione". Simile alla teoria dell'eccitazione ottimale, la teoria della coerenza cognitiva suggerisce che c'è una tendenza a mantenere l'eccitazione a un livello preferito, o previsto, ma collega anche esplicitamente la quantità di eccitazione alla quantità di incoerenza sperimentata tra una situazione reale e la situazione effettivamente percepita. Quando questa incoerenza è piccola, il comportamento esplorativo innescato dalla curiosità viene impiegato per raccogliere informazioni con le quali l'aspettativa può essere aggiornata attraverso l'apprendimento della corrispondenza con la percezione, riducendo così l'incoerenza. Questo approccio pone la curiosità in una prospettiva più ampia, coinvolgendo anche aggressività e paura. Cioè, se l'incoerenza è più ampia, la paura o il comportamento aggressivo possono essere impiegati per alterare la percezione al fine di farla corrispondere all'aspettativa, a seconda della dimensione dell'incoerenza e del contesto specifico. Si presume che il comportamento aggressivo alteri la percezione manipolandola con la forza per farla corrispondere alla situazione attesa, mentre la paura disinibita si traduce nella fuga, rimuovendo così lo stimolo incoerente dal campo percettivo e risolvendo l'incoerenza.

### Integrazione del percorso della ricompensa nella teoria
Tenendo conto delle carenze delle teorie della pulsione di curiosità e dell'eccitazione ottimale, sono stati fatti tentativi per integrare gli aspetti neurobiologici della ricompensa, del desiderio e del piacere in una teoria più completa per la curiosità. La ricerca suggerisce che l'atto di volere e desiderare nuove informazioni coinvolge direttamente le vie mesolimbiche del cervello che spiegano direttamente l'attivazione della dopamina. L'uso di questi percorsi e l'attivazione della dopamina possono spiegare l'assegnazione di valore a nuove informazioni e quindi interpretarle come ricompensa. Questo aspetto della neurobiologia può accompagnare la teoria della curiosità nel motivare il comportamento esplorativo.

## Ruolo degli aspetti e delle strutture neurologiche

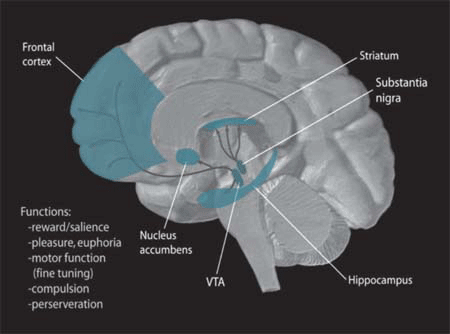
Via della dopamina nel cervello

Sebbene il fenomeno della curiosità sia ampiamente considerato, le sue cause profonde sono relativamente sconosciute al di là della teoria. Tuttavia, studi recenti hanno fornito alcune informazioni sui meccanismi neurologici che costituiscono ciò che è noto come il percorso della ricompensa che può influire sulle caratteristiche associate alla curiosità, come l'apprendimento, la memoria e la motivazione.
Uno studio pubblicato su Science nel 2021 ha individuato in un'area cerebrale chiamata "zona incerta" le origini della curiosità nei topi.

### Motivazione e ricompensa
La spinta ad apprendere nuove informazioni o a compiere qualche azione è spesso avviata dall'anticipazione della ricompensa. In questo modo, i concetti di motivazione e ricompensa sono naturalmente legati alla nozione di curiosità.
Questa idea di ricompensa è definita come il rinforzo positivo di un'azione che incoraggia un comportamento particolare utilizzando le sensazioni emotive di sollievo, piacere e soddisfazione che sono correlate alla felicità. Molte aree del cervello vengono utilizzate per elaborare la ricompensa e si uniscono per formare quello che viene chiamato il percorso della ricompensa. In questo percorso molti neurotrasmettitori svolgono un ruolo nell'attivazione della sensazione di ricompensa, tra cui dopamina, serotonina e sostanze chimiche oppioidi.
La dopamina è legata al processo della curiosità, in quanto è responsabile dell'assegnazione e del mantenimento dei valori di ricompensa delle informazioni acquisite. La ricerca suggerisce che quantità maggiori di dopamina vengono rilasciate quando la ricompensa è sconosciuta e lo stimolo non è familiare, rispetto all'attivazione della dopamina quando lo stimolo è familiare.

#### Nucleo accumbens
Il nucleo accumbens è una formazione di neuroni ed è importante nell'attivazione del percorso di ricompensa. Il percorso della ricompensa è infatti parte integrante dell'induzione della curiosità. Il rapido rilascio di dopamina osservato durante l'infanzia e l'adolescenza è importante per lo sviluppo, poiché la curiosità e il comportamento esplorativo sono i maggiori facilitatori dell'apprendimento durante i primi anni.
Inoltre, la sensazione di piacere può manifestarsi quando gli oppioidi vengono rilasciati dal nucleus accumbens. Questo aiuta a valutare la situazione o l'ambiente non familiare e ad attribuire valore alla nozione nuova appena appresa. Questi processi di volere e piacere giocano un ruolo nell'attivazione del sistema di ricompensa del cervello e forse anche nella stimolazione di tendenze curiose o di ricerca di informazioni.

#### Nucleo caudato
Il nucleo caudato è una regione del cervello che è altamente reattiva alla dopamina. Esso è un altro componente del percorso di ricompensa. La ricerca ha suggerito che il ruolo del nucleo caudato è quello di anticipare la possibilità e la ricompensa del comportamento esplorativo e delle informazioni raccolte, contribuendo così a fattori di curiosità.

#### Cortecce anteriori
Le regioni delle cortecce anteriori corrispondono sia al conflitto che all'eccitazione e, come tali, sembrano rafforzare alcuni modelli esplorativi di curiosità.

#### Cortisolo
Il cortisolo è una sostanza chimica nota per il suo ruolo nella regolazione dello stress. Tuttavia, il cortisolo può anche essere associato a comportamenti curiosi o esplorativi. I risultati di studi che suggeriscono il ruolo del cortisolo con curiosità supportano l'idea della teoria dell'eccitazione ottimale. Si suggerisce che il rilascio di una piccola quantità di cortisolo che causa stress incoraggi comportamenti curiosi, mentre troppo stress può avviare una risposta "di allontanamento".

### Attenzione
L'attenzione è importante per la comprensione della curiosità perché è direttamente correlata alle proprie capacità di concentrarsi selettivamente e concentrarsi su particolari stimoli nell'ambiente circostante. Poiché ci sono risorse cognitive e sensoriali limitate per comprendere e valutare vari stimoli, l'attenzione consente al cervello di concentrarsi meglio su ciò che percepisce essere il più importante o rilevante di questi stimoli. Gli individui tendono a concentrare le proprie energie su stimoli particolarmente coinvolgenti. Indicando che maggiore è l'attenzione che uno stimolo guadagna, più la propria energia e concentrazione saranno dirette verso quello stimolo. Questa idea suggerisce che un individuo concentrerà la propria attenzione su stimoli nuovi o non familiari nel tentativo di comprendere meglio o dare un senso all'ignoto rispetto agli stimoli più familiari o ripetitivi.

#### Striato
Lo striato è una parte del cervello che coordina la motivazione con il movimento del corpo. Sembrerebbe naturale che lo striato svolga un ruolo nell'attenzione e nell'anticipazione della ricompensa, entrambi importanti nella provocazione della curiosità.

#### Precuneus
Il precuneus è una regione del cervello coinvolta nell'attenzione, nella memoria episodica e nell'elaborazione visuo-spaziale. È stata trovata una correlazione tra la quantità di materia grigia nel precuneus e i livelli di comportamenti curiosi ed esplorativi, suggerendo che la densità del precuneus ha un'influenza sui livelli di curiosità.

### Memoria e apprendimento
La memoria gioca un ruolo importante nella comprensione della curiosità. Se la curiosità è il desiderio di cercare e comprendere stimoli sconosciuti o nuovi, la memoria è importante per determinare se lo stimolo è davvero sconosciuto.

#### Ippocampo e giro paraippocampale
L'ippocampo è importante nella formazione e nel richiamo della memoria e quindi determinante nel determinare la novità dei vari stimoli. La ricerca suggerisce che l'ippocampo è coinvolto nella generazione della motivazione sottostante all'esplorazione ai fini dell'apprendimento.
Il giro paraippocampale (PHG), l'area di materia grigia che circonda l'ippocampo, è stato coinvolto nel processo di curiosità. Questa scoperta suggerisce che il PHG potrebbe essere coinvolto nell'amplificazione della curiosità più che nell'induzione primaria della curiosità.

#### Amigdala
L'amigdala è spesso associata all'elaborazione emotiva, in particolare per l'emozione della paura, così come alla memoria. Si considera che l'amigdala sia importante nell'elaborazione delle reazioni emotive verso stimoli nuovi o inaspettati e nell'induzione del comportamento esplorativo. Ciò implica una potenziale connessione tra i livelli di curiosità e l'amigdala. Tuttavia, sono necessarie ulteriori ricerche sulla correlazione diretta.

## Sviluppo iniziale

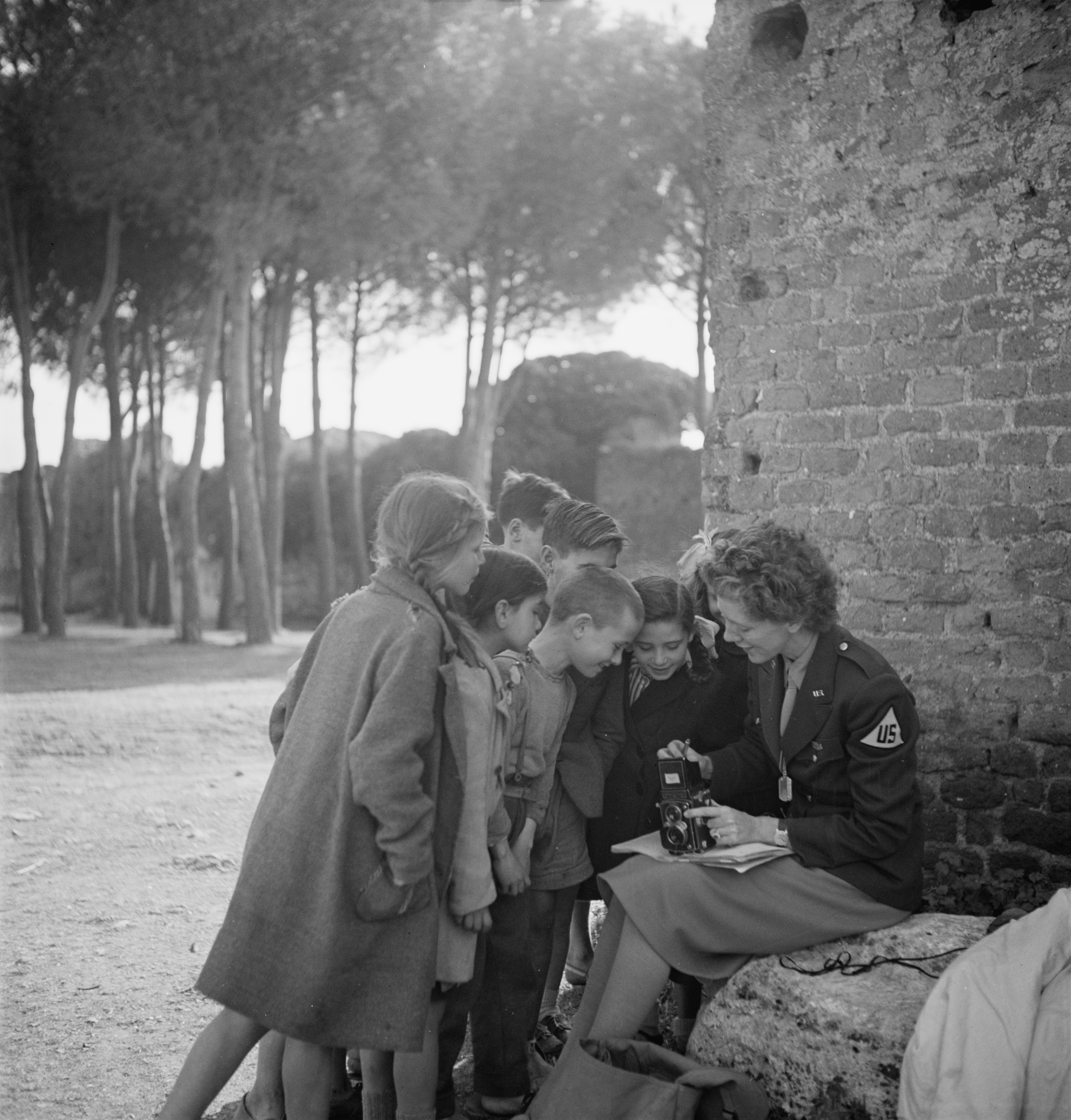
Bambini curiosi si radunano intorno al fotografo Toni Frissell, guardando la sua macchina fotografica (1945 circa)

Jean Piaget è considerato il ricercatore più influente su bambini e curiosità. Ha affermato che neonati e bambini cercano costantemente di dare un senso alla loro realtà e che ciò ha contribuito al loro sviluppo intellettuale. Secondo Piaget, i bambini sviluppano ipotesi, conducono esperimenti e poi rivalutano le loro ipotesi in base a ciò che osservano. Piaget è stato il primo a documentare da vicino le azioni dei bambini e ad interpretarle come uno sforzo coerente e calcolato per testare e conoscere il loro ambiente.
Non esiste una definizione universalmente accettata di curiosità nei bambini. La maggior parte della ricerca sulla curiosità si è concentrata sugli adulti e le misure di autovalutazione tipicamente utilizzate sono inadeguate e inapplicabili per lo studio dei bambini. La curiosità è per lo più considerata attribuibile a una persona matura ed è caratterizzata nei bambini piccoli come una caratteristica nascente della loro visione del mondo. 

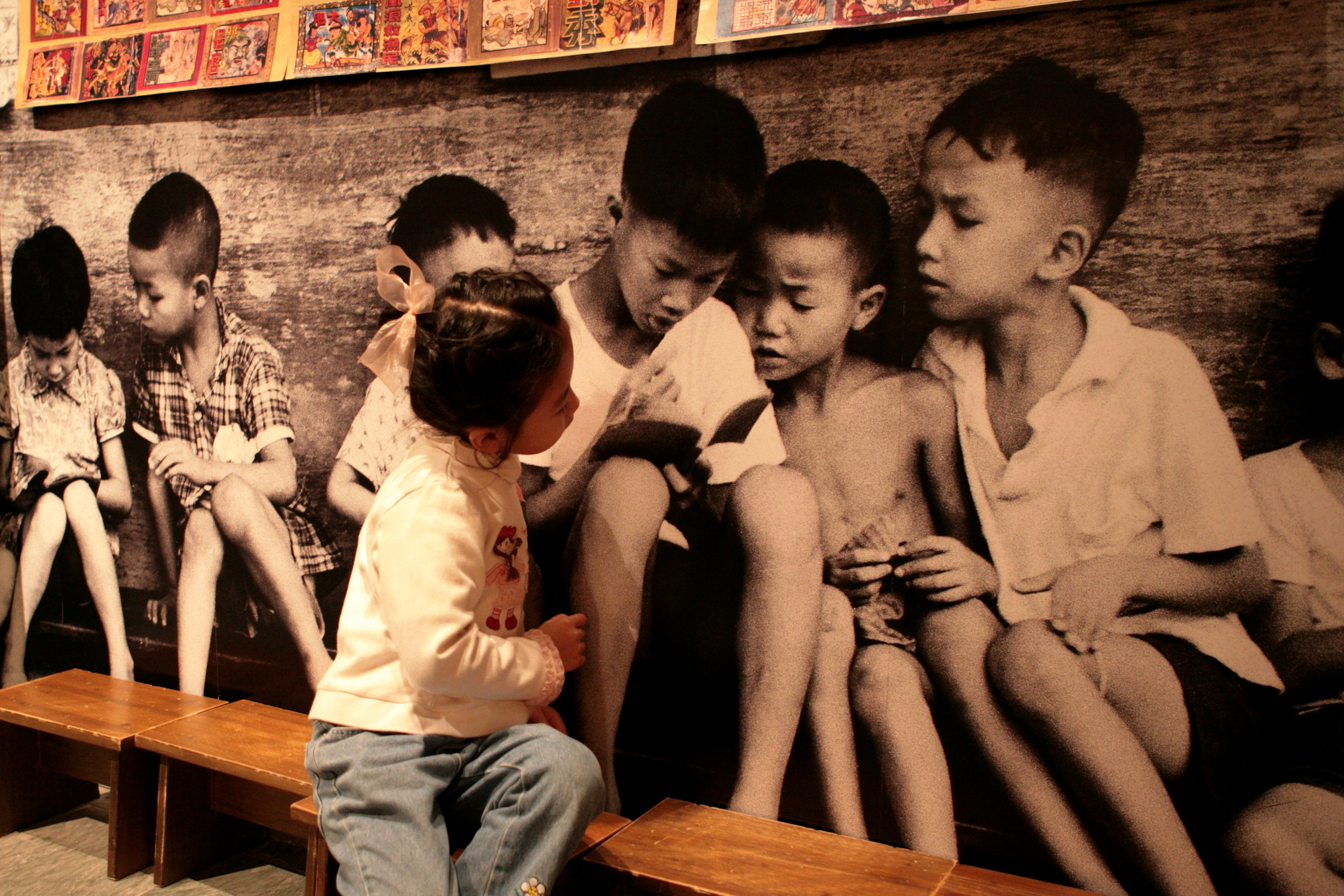
I bambini scrutano da sopra le spalle per vedere cosa leggono i loro amici.

Il comportamento esplorativo è comunemente osservato nei bambini ed è associato allo sviluppo della loro curiosità. Diversi studi esaminano la curiosità dei bambini semplicemente osservando la loro interazione con giocattoli nuovi e familiari.
Sono state trovate prove di una relazione tra l'ansia che i bambini potrebbero provare e la loro curiosità. Uno studio ha scoperto che la curiosità per gli oggetti nei primi undici anni di vita era negativamente correlata al disadattamento psicologico, quindi i bambini che mostrano più ansia in ambienti scolastici sono impegnati in comportamenti meno curiosi. È stato anche suggerito che alcuni aspetti dell'apprendimento in classe dipendono dalla curiosità che può essere influenzata dall'ansia degli studenti.
Altre misure della curiosità infantile hanno utilizzato il comportamento esplorativo come base, ma differiscono su come concentrarsi su quali parti di questo comportamento è meglio concentrarsi. Alcuni studi hanno esaminato la preferenza dei bambini per la complessità/l'ignoto come base per misurare la loro curiosità; altri hanno fatto affidamento sulla preferenza della novità come base.
I ricercatori hanno anche esaminato la relazione tra un bambino, la sorpresa e la curiosità. È stato suggerito che i bambini siano ulteriormente motivati a imparare quando affrontano l'incertezza. Si sostiene che le loro reazioni al non aver soddisfatto le loro aspettative alimenterebbero la loro curiosità più di quanto non farebbe l'introduzione di un romanzo o di un oggetto complesso.

## Eticità
È opinione diffusa che la curiosità dei bambini venga scoraggiata durante il processo di istruzione formale: "I bambini nascono scienziati. Dalla prima palla che lanciano alla formica che guardano portare una briciola, i bambini usano gli strumenti della scienza: entusiasmo, ipotesi, test, conclusioni, per svelare i misteri del mondo. Ma in qualche modo gli studenti sembrano perdere ciò che una volta era naturale".
Ken Robinson discute un fenomeno simile nel suo TED Talk intitolato "Le scuole uccidono la creatività?". Quando la curiosità nei giovani porta alla raccolta di conoscenze, è ampiamente considerato positivo.

## Pericoli
Bisogna considerare anche i lati pericolosi del processo di indagine curiosa.
La curiosità può peccare per eccesso; può incontrare forme di sapere proibito, senza fermarsi a pensare che quello che ne verrà fuori può fare del male.

## Impatto della malattia

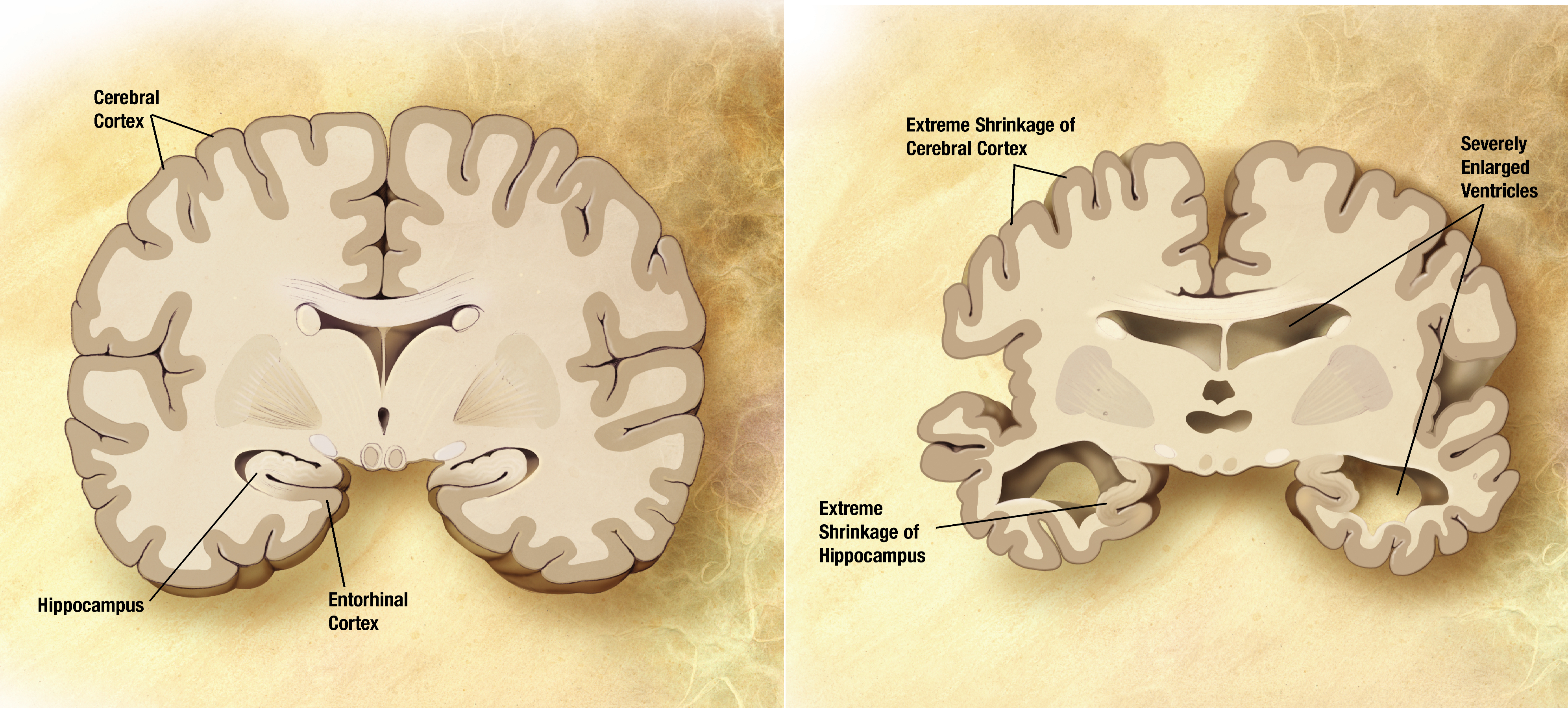
A sinistra: cervello sano. A destra: cervello affetto da Alzheimer, grave degenerazione delle aree implicate nella curiosità.

Diverse malattie neurodegenerative o altri disturbi psicologici possono influenzare varie caratteristiche della curiosità, ad esempio gli effetti del morbo di Alzheimer sulla memoria o la depressione sulla motivazione e la ricompensa. L'Alzheimer è una malattia neurodegenerativa che colpisce direttamente la capacità di memoria. La depressione è un disturbo dell'umore caratterizzato da una mancanza di interesse per il proprio ambiente e sentimenti di tristezza o disperazione. La mancanza di curiosità per nuovi stimoli potrebbe anche essere utilizzata come potenziale perditore di queste e altre malattie.

## Curiosità morbosa

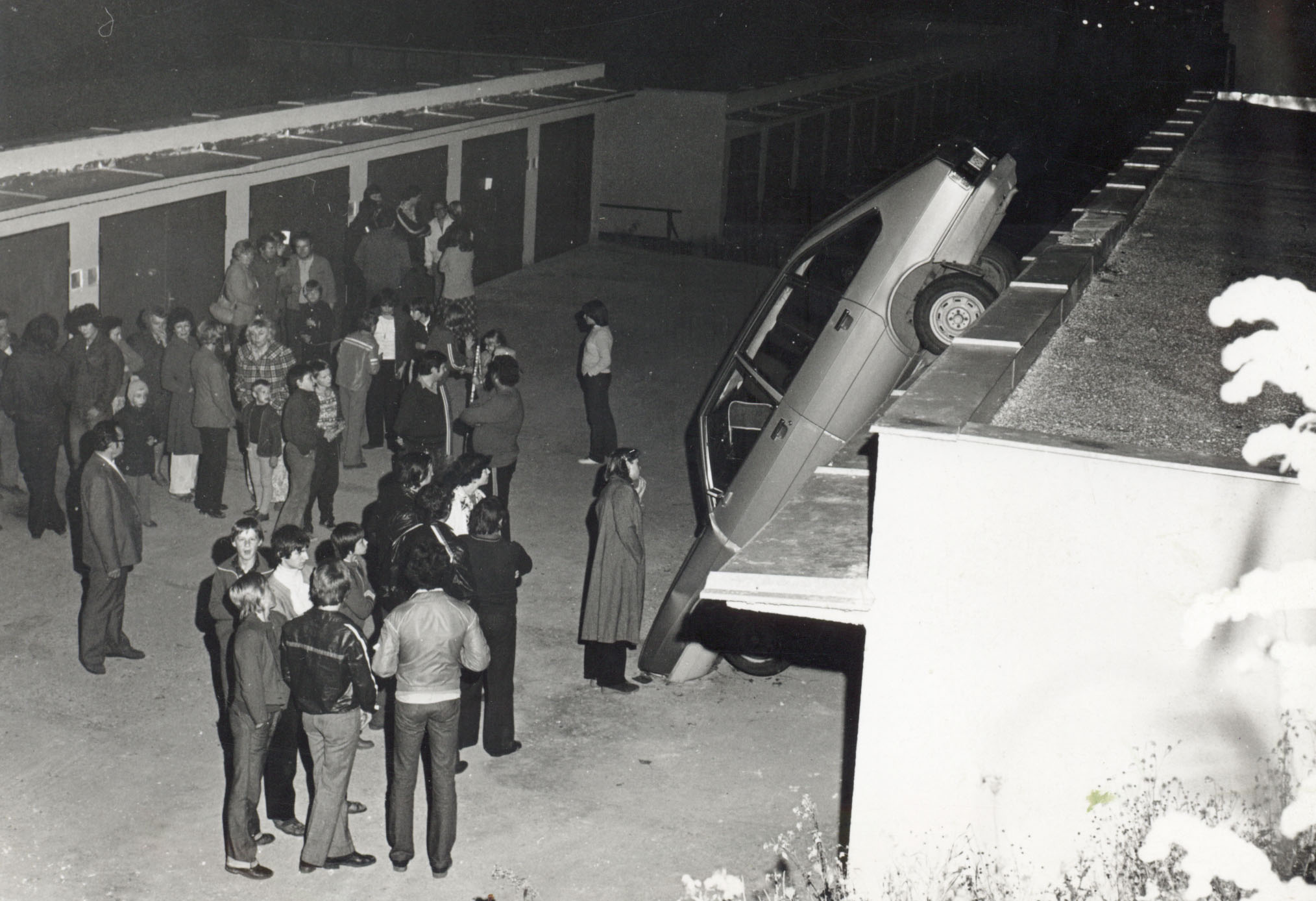
Una folla curiosa si accalca intorno al luogo di un incidente d'auto in Cecoslovacchia nel 1980.

La curiosità morbosa esemplifica un aspetto della curiosità che può essere visto come focalizzato su oggetti di morte, violenza o qualsiasi altro evento che può causare danni fisici o emotivi.
L'idea di curiosità morbosa in genere è descritta come dotata di un aspetto di dipendenza. Questo aspetto che crea dipendenza dal bisogno di comprendere o dare un senso ad argomenti che circondano il danno, la violenza o la morte può essere attribuito all'idea del proprio bisogno di mettere in relazione circostanze insolite e spesso difficili con una propria emozione o esperienza primaria, descritta come meta-emozioni.
La comprensione di queste difficili circostanze risale ad Aristotele nella sua Poetica, affermando: "Ci godiamo e ammiriamo dipinti di oggetti che di per sé ci darebbero fastidio o disgusto".

## Curiosità di stato e di tratto
Esistono due distinte classificazioni dei tipi di curiosità: curiosità di stato e di tratto. Entrambi i tipi determinano se la curiosità proviene dall'interno o dall'esterno di una persona. La curiosità di stato è esterna. Ad esempio, chiedersi perché la maggior parte dei negozi apre alle 8:00 è una curiosità di stato. Questo tipo di curiosità tende ad essere il più riconoscibile per le persone su base giornaliera da quando la curiosità riguarda alti livelli di ricompensa. D'altra parte, la curiosità dei tratti si riferisce alle persone interessate all'apprendimento. In generale, potrebbe essere provare un nuovo sport o un nuovo cibo, o viaggiare in un nuovo luogo sconosciuto. Si può considerare la curiosità come l'impulso che attira le persone fuori dalle loro zone di comfort e le paure come l'agente che le mantiene all'interno di quelle zone.

## Curiosità nell'intelligenza artificiale
Gli agenti di intelligenza artificiale possono mostrare curiosità attraverso la motivazione intrinseca, questo può essere utile per migliorare il successo di un agente di intelligenza artificiale in vari compiti. Nell'intelligenza artificiale, la curiosità è tipicamente definita quantitativamente, come l'incertezza che l'agente ha nel prevedere le proprie azioni dato il suo stato attuale.
Nel 2019, durante uno studio scientifico, gli agenti dell'IA sono stati allenati a giocare ai videogiochi, ma sono stati premiati solo per la loro curiosità. Gli agenti hanno di conseguenza appreso in modo affidabile comportamenti di gioco vantaggiosi basati esclusivamente sulla ricompensa della curiosità.